# Danh sách loài của chi Keo
Acacia, trong tiếng Việt gọi là Chi Keo (vì nó được điển hình bởi 2 loài đang được trồng phổ biến tại Việt nam là Keo lá tràm và Keo tai tượng). Trong chi này có khoảng 1300 loài:
- Acacia acanthoclada: Harrow Wattle
- Acacia acatlensis: Acatlan Acacia
- Acacia acinacea: Round-leaved Wattle, Gold-dust Wattle
- Acacia acuifera: Bahama Acacia, Cassip, Pork-and-doughboy, (Bahamas) Rosewood
- Acacia aculeatissima: Thin-leaf Wattle, Snake Wattle
- Acacia acuminata: Raspberry jam, fine leaf jam, bastard myal
  - Acacia acuminata subsp. acuminata: Jam, Raspberry Jam.
  - Acacia acuminata subsp. burkittii: Burkitt's Wattle, Gunderbluey, Pin Bush, Sandhill Wattle, Fine Leaf Jam
- Acacia adunca: Wallangarra Wattle, Cascade Wattle
- Acacia alata: Winged Wattle
- Acacia albizioides: Climbing Wattle
- Acacia allenii: Allen Acacia
- Acacia alpina: Alpine Wattle
- Acacia amblygona: Fan Wattle
- Acacia amoena: Boomerang Wattle
- Acacia ampliceps: Salt Wattle
- Acacia anastema: sandridge gidgee
- Acacia ancistrophylla lissophylla: Dwarf Myall
- Acacia anegadensis: Anegada Acacia, Blackbrush-wattle, Pokemeboy
- Acacia aneura: có các thứ:
  - Acacia aneura var. aneura
  - Acacia aneura var. argentea
  - Acacia aneura var. fuliginea
  - Acacia aneura var. intermedia
  - Acacia aneura var. macrocarpa
  - Acacia aneura var. major
  - Acacia aneura var. microcarpa
  - Acacia aneura var. pilbarana
  - Acacia aneura var. tenuis
- Acacia angustifolia
- Acacia angustissima: Prairie Acacia, Prairie Wattle, Fern Acacia. Có các thứ:
  - Acacia angustissima var. angustissima
  - Acacia angustissima var. chisosiana: Chisos Acacia, Chisos Prairie Acacia, Prairie Acacia
  - Acacia angustissima var. hirta: Prairie Acacia.
  - Acacia angustissima var. shrevei: Shreve's Prairie Acacia.
  - Acacia angustissima var. suffrutescens: Prairie Acacia
  - Acacia angustissima var. texensis: Prairie Wattle, Whiteball Acacia
- Acacia anomala: Chittering Grass Wattle.
- Acacia aphanoclada: Nullagine Ghost Wattle
- Acacia aphylla: Leafless Rock Wattle
- Acacia applanata: Grass Wattle
- Acacia arabica: Babul, Amrad Gum, Thorny Mimosa of India
- Acacia araneosa: Spidery Wattle, Balcanoona Wattle
- Acacia argutifolia: Easty Barrens wattle
- Acacia argyrodendron: Black Gidyea, Blackwood
- Acacia argyrophylla: Silver Mulga
- Acacia armata
- Acacia aroma. Có các thứ:
  - Acacia aroma var. aroma
  - Acacia aroma var. huarango[1]
- Acacia aspera: Rough Wattle
- Acacia auricoma: Alumaru, Nyalpilintji Wattle.
- Acacia auriculiformis: Earleaf Acacia, Northern Black Wattle, Ear-pod Wattle, Darwin Black Wattle, Papuan Wattle, Keo Lá tràm
- Acacia auripila: Rudall River Myall.
- Acacia ausfeldii: Ausfeld's Wattle, Whipstick Cinnamon Wattle.
- Acacia baileyana: Cootamundra wattle, Bailey Acacia
- Acacia bakeri: Baker's Wattle.
- Acacia balsamea: Balsam Wattle
- Acacia barakulensis: Waajie Wattle
- Acacia barattensis: Baratta Wattle
- Acacia barringtonensis: Barrington Wattle
- Acacia basedowii: Basedow's Wattle
- Acacia baueri: Tiny Wattle
- Acacia baxteri: Baxter's Wattle
- Acacia beauverdiana
- Acacia beckleri: Barrier Range Wattle
- Acacia belairioides: Bellair Acacia
- Acacia berlandieri: Guajillo Acacia, Berlandier Acacia, Guajillo
- Acacia betchei: Red-tip Wattle.
- Acacia bidwillii: Corkwood Wattle, Dogwood
- Acacia biflora: Two-flowered Acacia
- Acacia binervata: Two-veined Hickory
- Acacia binervia: Coast Myall
- Acacia bivenosa: Two-nerved Wattle
- Acacia blaxellii: Blaxell's Wattle.
- Acacia boormanii: Snowy River Wattle
- Acacia brachybotrya: Bluebush, Grey Wattle, Grey Mulga
- Acacia brachypoda: Chinocup Wattle.
- Acacia brachystachya: Umbrella mulga, turpentine mulga, false bowgada
- Acacia brandegeana: Baja California Acacia
- Acacia browniana: Brown's Wattle
- Acacia brownii: Heath Wattle, Prickly Moses.
- Acacia brunioides
- Acacia burbidgeae: Burbidge's Wattle
- Acacia bucheri: Bucher Acacia
- Acacia burkittii: Burkitt's Wattle, Gunderbluey, Pin Bush, Sandhill Wattle, Fine Leaf Jam
- Acacia burrowii: Burrow's Wattle.
- Acacia buxifolia: Box-leaf Wattle
- Acacia bynoeana: Bynoe's Wattle, Tiny Wattle.
- Acacia caerulescens: Buchan Blue
- Acacia caesiella: Tableland Wattle, Bluebush Wattle, Blue bush.
- Acacia calamifolia: Broom Wattle, Wallowa, Reed-leaf Wattle.
- Acacia calcicola: Northern Myall, Grey Myall, Shrubby Mulga, Shrubby Wattle.
- Acacia cambagei: Gidgee, Gidyea, Stinking Wattle.
- Acacia carneorum: Needle Wattle, Dead Finish, Purple-wood Wattle
- Acacia cana: Boree, Broad-leaved Nealie, Cabbage-tree Wattle
- Acacia cardiophylla: West Wyalong Wattle
- Acacia catechu: Catechu, Cachou, Black Cutch. có 1 thứ
  - Acacia catechu var. sundra: Cutch Tree
- Acacia catenulata: Bendee
- Acacia caven, Có 4 thứ:
  - Acacia caven var. caven
  - Acacia caven var. dehiscens
  - Acacia caven var. microcarpa
  - Acacia caven var. stenocarpa
- Acacia celastrifolia: Glowing Wattle, Celastrus-leaved Acacia
- Acacia celsa: Brown Salwood
- Acacia centralis: Central America Acacia
- Acacia centrinervia: White Hairy Wattle
- Acacia chalkeri: Chalker's Wattle
- Acacia chelii: Motherumbah
- Acacia chiapensis: Chiapas-Acacia
- Acacia chippendalei: Chippendale's Wattle
- Acacia chisholmii: Turpentine Bush, Chisholm's Wattle
- Acacia chundra
- Acacia choriophylla: Cinnecord Acacia, Florida Acacia, (Bahamas) Cinnecord
- Acacia citrinoviridis: Black mulga, Wantan, Milhan, River Jam

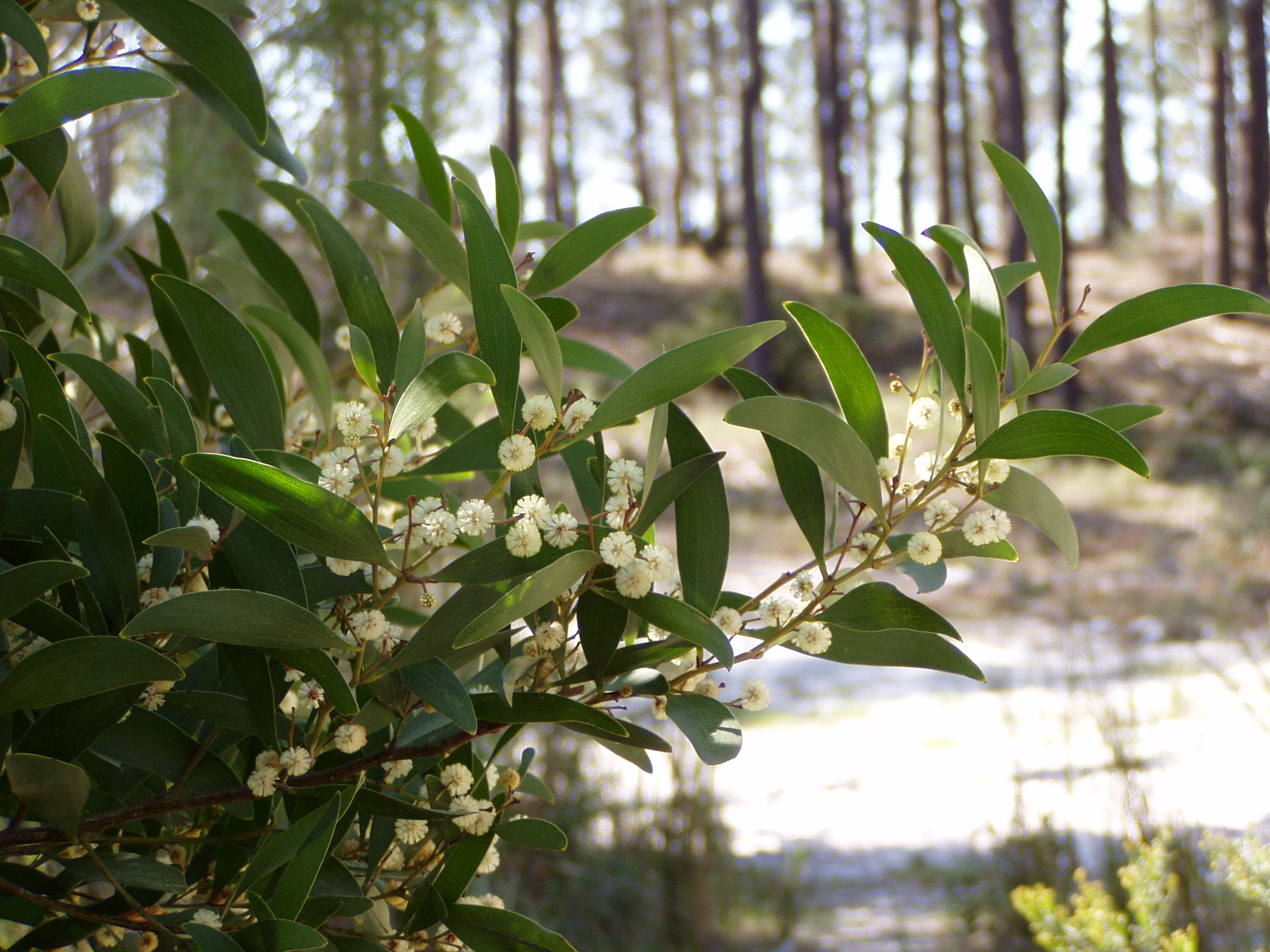
Australian Blackwood (Acacia melanoxylon)

- Acacia clunies-rossiae: Kowmung Wattle
- Acacia cochlearis: Rigid Wattle
- Acacia cochliacantha: Boatthorn Acacia, Spoon-thorn Acacia
- Acacia cognata: Bower Wattle, Narrow-leaf Bower Wattle
- Acacia colei: Cole's Wattle
  - Acacia colei ileocarpa: Curly-podded Cole's Wattle
- Acacia colletioides: Pin-bush, Spine Bush, Wait-a-while
- Acacia collinsii: Collins Acacia
- Acacia complanata: Long-pod Wattle, Flat-stemmed Wattle
  - Acacia complanata var. fasciculata
- Acacia concinna
- Acacia conferta: Crowded-leaf Wattle
- Acacia confluens wyrilda
- Acacia confusa: Small Philippine Acacia, Formosa Acacia, Formosan Koa
  - Acacia confusa var. inamurai
- Acacia constricta: Whitethorn Acacia, Mescat Acacia
  - Acacia constricta var. constricta: Whitethorn, Whitethorn Acacia.
  - Acacia constricta var. paucispina: Whitethorn, Whitethorn Acacia.
- Acacia continua: Thorn Wattle.
- Acacia cookii: Cook Acacia, Cockspur Acacia
- Acacia coolgardiensis: Sugar brother
  - Acacia coolgardiensis subsp. coolgardiensis
  - Acacia coolgardiensis subsp. effusa
  - Acacia coolgardiensis subsp. latior
- Acacia coriacea: Desert Oak, Wirewood, Dogwood, Wiry Wattle
  - Acacia coriacea subsp. coriacea
  - Acacia coriacea subsp. pendens
  - Acacia coriacea subsp. sericophylla
- Acacia cornigera: Bullhorn Wattle, Bull's-horn Acacia, Bull-horn Thorn, Oxhorn Acacia
- Acacia coulteri: Coulter Acacia
- Acacia covenyi: Blue Bush

- Acacia cowaniana: Cowan's Wattle.
- Acacia craspedocarpa: Hop mulga

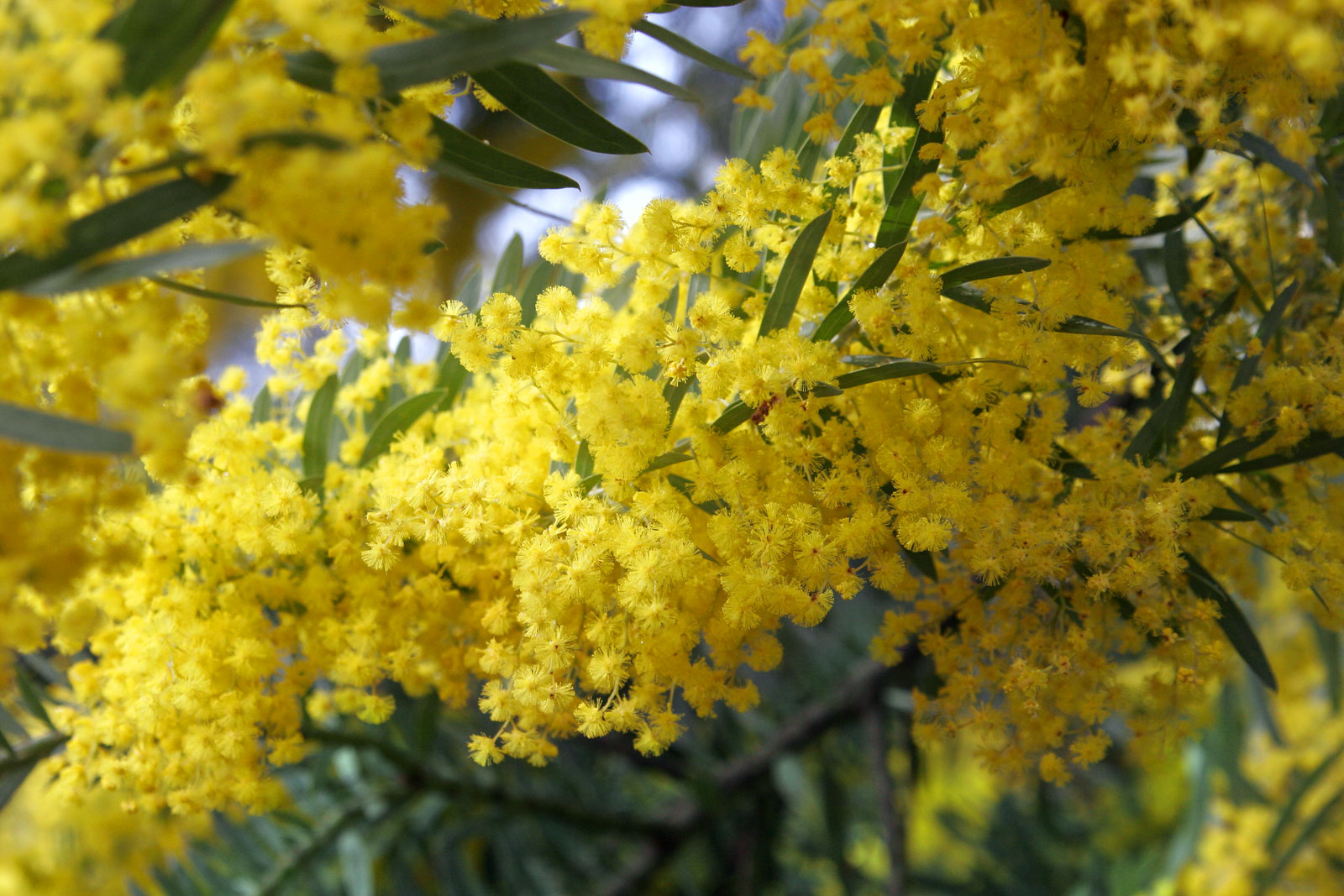
Acacia covenyi, found at the National Botanical Gardens Canberra

- Acacia crassicarpa: Thick-podded Salwood, Northern Wattle.
- Acacia crombiei: Pink Gidgee
- Acacia cucuyo: Cucuyo Acacia
- Acacia cultriformis: Knife-leaf Wattle, Dogtooth Wattle, Half-moon Wattle, Golden-glow Wattle
- Acacia cupularis: Coastal Umbrella Bush
- Acacia curranii: Curly-bark Wattle.
- Acacia cuspidifolia: Wait-a-while, Bohemia
- Acacia cyanophylla (= Acacia saligna): Golden Wreath, Willow Wattle
- Acacia cyclops: Cyclops Acacia, Western Coastal Wattle, red-eyed wattle, rooikrans
- Acacia cyperophylla: Creekline Miniritchi, Red Mulga
  - Acacia cyperophylla var. cyperophylla
  - Acacia cyperophylla var. omearana: Omeara's Red Mulga
- Acacia dallachiana: Catkin Wattle.
- Acacia dawsonii: Poverty Wattle, Mitta Wattle, Dawson's Wattle.
- Acacia dealbata: Silver Wattle, Mimosa

- Acacia deamon: Camagüey Acacia
- Acacia deanei: Deane's Wattle.
  - Acacia deanei subsp. deanei
  - Acacia deanei subsp. paucijuga

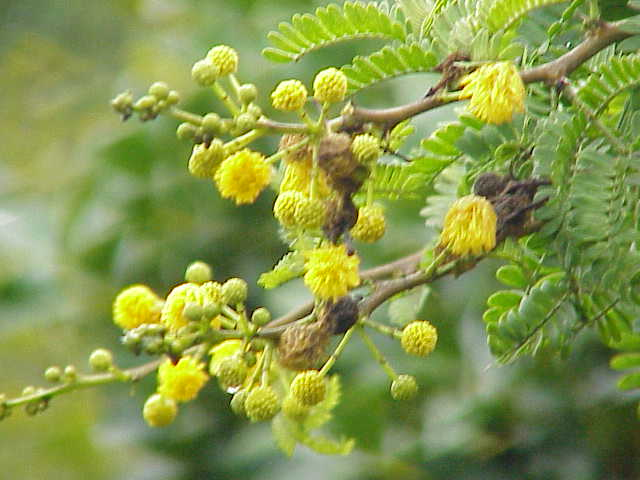
Acacia karroo

- Acacia decora: Showy Wattle, Western Golden Wattle, Western Silver Wattle
- Acacia decurrens: Green Wattle, Black Wattle
- Acacia delibrata
- Acacia delphina: Dolphin Wattle
- Acacia demissa: Ashburton Willow, Moondyne Tree.
- Acacia denticulosa: Sandpaper Wattle
- Acacia dentifera: Tooth-bearing Acacia.
- Acacia depressa: Echidna Wattle.
- Acacia difformis: Drooping Wattle, Wyalong Wattle, Mystery Wattle.
- Acacia disparrima: Southern Salwood.
  - Acacia disparrima calidestris: Dry-land Salwood.
- Acacia dissimilis: Mitchell Plateau Wattle.
- Acacia disticha: Mamoose Tree
- Acacia dolichostachya: Longspike Acacia
- Acacia dodonaeifolia: Sticky Wattle, Hop-leaved Wattle
- Acacia donaldsonii: Binneringie Wattle
- Acacia doratoxylon: Currawang
- Acacia dorothea: Dorothy's Wattle
- Acacia drummondii: Drummond's Wattle
- Acacia dunnii: Dunn's Wattle, Elephant-ear Wattle
- Acacia echinula: Hedgehog Wattle.
- Acacia elata: Mountain Cedar Wattle
- Acacia elongata: Swamp Wattle, Slender Wattle
- Acacia enterocarpa: Jumping Jack Wattle
- Acacia erioloba: Camel Thorn (Kameeldoring)
- Acacia estrophiolata: Southern Ironwood
- Acacia excelsa: Belah, Belar, Ironwood, Rosewood, Bunkerman.
- Acacia extensa: Wiry Wattle.
- Acacia falcata: Burra, Sally, Sickle-shaped Acacia, Silver-leaved Wattle.
- Acacia falciformis: Mountain hickory, Broad-leaved hickory, black Wattle, large-leaf hickory Wattle.
- Acacia farinosa: Mealy Wattle.
- Acacia farnesiana: Farnese Wattle, Dead Finish, Mimosa Wattle, Mimosa bush, Prickly Mimosa Bush, Prickly Moses, Needle Bush, North-west Curara, Sheep's Briar, Sponge Wattle, Sweet Acacia, Thorny Acacia, Thorny Feather Wattle, Wild Briar, Huisache, Cassie, Cascalotte, Cassic, Mealy Wattle, Popinac, Sweet Briar, Texas Huisache, Aroma, (Bahamas) Cashia, (Bahamas, USA) Opoponax, Cashaw, (Belize) Cuntich, (Jamaica) Cassie-flower, Cassie, Iron Wood, Cassie Flower, Honey-ball, Casha Tree, Casha, (Virgin Islands) Cassia, (Fiji) Ellington's Curse
  - Acacia farnesiana var. farnesiana
  - Acacia farnesiana var. guanacastensis
- Acacia fasciculifera: Scrub Ironbark.

- Acacia filiciana

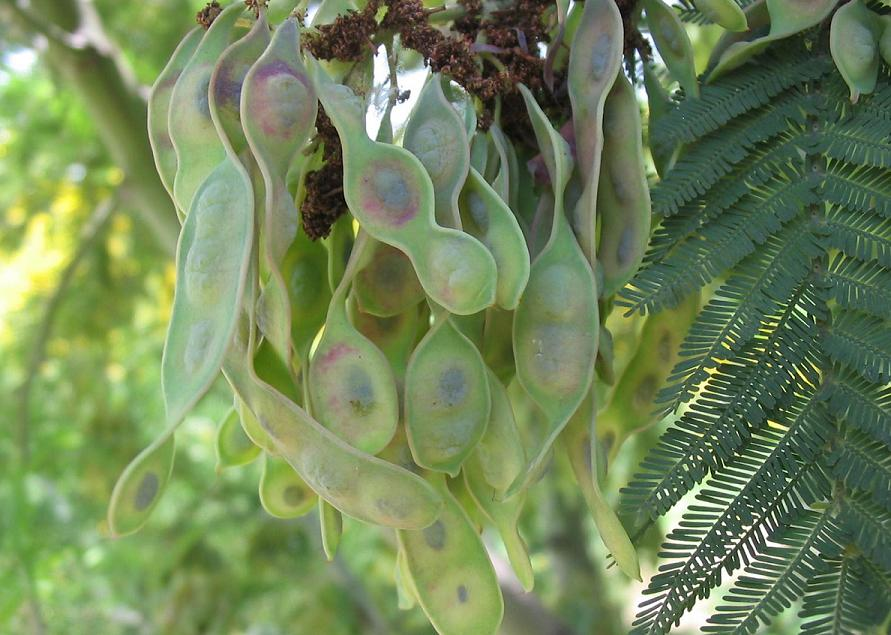
Silver Wattle (Acacia dealbata) - fruit

- Acacia filicifolia: Fern-leaved Wattle.
- Acacia fimbriata: Fringed Wattle, Brisbane Golden Wattle.
- Acacia flavescens: Yellow Wattle, Red Wattle
- Acacia flexifolia: Bent-leaf Wattle, Small Winter Wattle.
- Acacia floribunda: Gossamer Wattle.
- Acacia forsythii: Warrumbungle Range Wattle.
- Acacia frigescens: Montane Wattle, Forest Wattle, Frosted Wattle.
- Acacia fulva: Velvet Wattle.
- Acacia furcatispina
- Acacia genistifolia: Spreading Wattle, Early Wattle.
- Acacia gentlei: Gentle Acacia
- Acacia georginae: Georgina Gidgee, Poison Gidyea.
- Acacia gilesiana: Gile's Wattle.
- Acacia gillii: Gill's Wattle.
- Acacia giraffae: Camel's Thorn
- Acacia gladiiformis: Sword Wattle, Sword-leaf Wattle.
- Acacia glandulicarpa: Hairy-pod Wattle.
- Acacia glauca: Yellow Tamarind Acacia, (Jamaica) Yellow Tamarind
- Acacia glaucescens: Bastard Myall
- Acacia glaucoptera: Clay Wattle, Flat Wattle
- Acacia globulifera: Globular Acacia
- Acacia gracifolia: Graceful Wattle
- Acacia grasbyi: Minni Ritchie
- Acacia greggii: Cat's-claw, Catclaw Acacia, Gregg Catclaw, Long-flower Catclaw, Paradise Flower, Texas Catclaw, Texas Mimosa, Wait-a-bit, Catclaw, (Mexico) Devil's Claw
  - Acacia greggii var. greggii: Typical Catclaw Acacia, Long-flower Catclaw
  - Acacia greggii var. wrightii: Wright Catclaw Acacia, Catclaw, Long-flower Catclaw, Texas Catclaw, Wright Acacia, Wright Catclaw, Wright's Acacia)
- Acacia gregorii: Gregory's Wattle.
- Acacia guinetii: Guinet's Wattle.
- Acacia gunnii: Ploughshare Wattle, Dog's Tooth Wattle.
- Acacia hakeoides: Hakea-leaved Wattle, Western Black Wattle, Hakea Wattle
- Acacia hamiltoniana: Hamilton's Wattle
- Acacia handonis: Hando's Wattle, Percy Grant Wattle
- Acacia harpophylla: Brigalow, Brigalow Spearwood, Orkor
- Acacia havilandiorum: Needle Wattle, Haviland's Wattle
- Acacia hemignosta: Club-leaf Wattle
- Acacia hemiteles: Broombush, Tan Wattle
- Acacia heterochroa robertsii: Bob's Wattle
- Acacia heterophylla
- Acacia hilliana: Hill's Tabletop Wattle
- Acacia hindsii: Hinds Acacia
- Acacia hispidula: Little Harsh Acacia, Rough-leaved Acacia, Rough Hairy Wattle
- Acacia holosericea: Soap Bush, Silver-leaved Wattle
- Acacia homalophylla: Yarran
- Acacia horrida: Karroo Bush
  - Acacia horrida subsp. benadirensis
  - Acacia horrida subsp. horrida[2]
- Acacia howittii: Howitt's Wattle, Sticky Wattle.
- Acacia hubbardiana: Yellow Prickly Moses
- Acacia imbricata: Imbricate Wattle.
- Acacia implexa: Lightwood, Hickory Wattle, Screw-pod Wattle, Bastard Myall, Fish Wattle, Broad-leaf Wattle
- Acacia inaequilatera: Camel Bush, Corky Canji
- Acacia incongesta: Peak Charles Wattle
- Acacia inophloia: Fibre-barked Wattle
- Acacia interior: Interior Acacia
- Acacia irrorata: Blueskin, Green Wattle
- Acacia iteaphylla: Winter Wattle, Flinders Range Wattle, Willow-leaved Wattle
- Acacia ixodes: Motherumbung.
- Acacia janzenii: Janzen Acacia
- Acacia jennerae: Coonavittra Wattle
- Acacia jibberdingensis: Jibberding Wattle
- Acacia johnsonii: Gereera Wattle
- Acacia juncifolia: Rush-leaf Wattle
- Acacia jurema
- Acacia kalgoorliensis: Kalgoorlie Wattle
- Acacia karoo
- Acacia kelloggiana: Kellogg Acacia
- Acacia kempeana: Wanderrie Wattle, Witchetty Bush
- Acacia kettlewelliae: Buffalo Wattle

- Acacia koa: Koa
- Acacia koaia: Koaoha
- Acacia kybeanensis: Kybean Wattle
- Acacia kydrensis: Kydra Wattle
- Acacia laeta

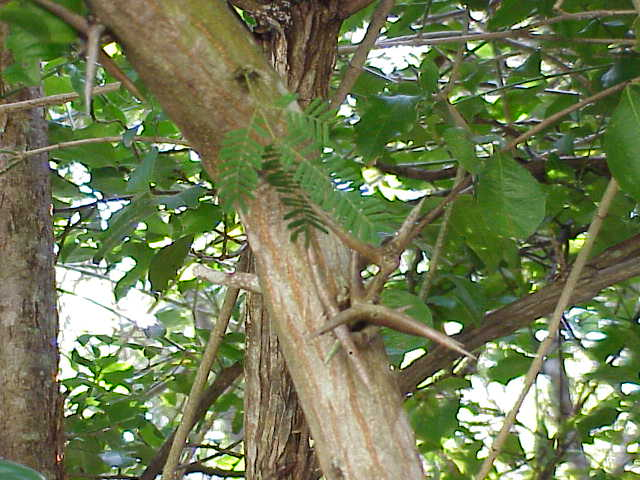
Collins Acacia (Acacia collinsii)

- Acacia lamprocarpa: Western Salwood
- Acacia lanei: Hyden Wattle
- Acacia lanigera: Woolly Wattle, Hairy Wattle
- Acacia lanuginophylla: Woolly Wattle
- Acacia latescens: Ball Wattle
- Acacia latzii: Latz's Wattle
- Acacia leichhardtii: Leichhardt's Wattle
- Acacia leiocalyx: Black Wattle, Curracabah, Early-flowering Black Wattle
- Acacia leprosa: Cinnamon Wattle
- Acacia leptalea: Chinocup Wattle
- Acacia leptostachya: Slender Wattle, Townsville Wattle
- Acacia leucophloea: Pilang
- Acacia ligulata: Dune Wattle, Sandhill Wattle, Small Cooba, Umbrella Bush Wirra.
- Acacia linearifolia: Stringybark Wattle, Narrow-leaved Wattle
- Acacia lineata: Streaked Wattle, Narrow-lined Leaved Acacia
- Acacia lineolata: Dwarf Myall
- Acacia lingulata
- Acacia linifolia: White Wattle, Flax-leaved Wattle
- Acacia lobulata: Chiddarcooping Wattle
- Acacia loderi: Nealie, Broken Hill Gidgee, Myall
- Acacia longifolia: Sydney Golden Wattle, Sallow Wattle, Boobialla, Native Willow
  - Acacia longifolia subsp. longifolia
  - Acacia longifolia subsp. sophorae: Coast Wattle
- Acacia longiphyllodinea: Yalgoo
- Acacia lucasii: Wooly-bear Wattle, Lucas's Wattle
- Acacia lysiphloia: Turpentine
- Acacia mabellae: Mabel's Wattle, Black Wattle
- Acacia macdonnellensis: MacDonnell Mulga
- Acacia macilenta: Thin Acacia
- Acacia macnuttiana: McNutt's Wattle.
- Acacia maconochieana: Mullan Wattle.
- Acacia macracantha: Longspine Acacia, French Casha, Long-spine Acacia, Parknut, Porknut, Stink casha, Long-spined Acacia, (Jamaica) Park-nut, (Virgin Islands) Wild Tamarind, (Netherlands Antilles) Creole Casha, Spanish Casha, Steel Acacia, (Virgin Islands) Stink casha, Strink Casha
- Acacia macradenia: Zig-zag Wattle
- Acacia maidenii: Maiden's Wattle
- Acacia maitlandii: Maitland's Wattle, Spiky Wattle
- Acacia mangium: Mangium, Hickory Wattle, Black Wattle Keo Tai tượng
- Acacia maranoensis: Womel
- Acacia masliniana: Maslin's Wattle
- Acacia mayana: Maya Acacia
- Acacia mearnsii: Black Wattle
- Acacia meiantha
- Acacia melanoceras: Blackthorn Acacia, Bullhorn Acacia
- Acacia melanoxylon: Australian Blackwood, Sally Wattle, Lightwood, Hickory, Mudgerabah.
- Acacia mellifera
  - Acacia mellifera subsp. detinens
  - Acacia mellifera subsp. mellifera[3]
- Acacia melvillei: Yarran
- Acacia menzelii: Menzel's Wattle
- Acacia merrallii: Merrall's Wattle

- Acacia microbotrya: Manna Wattle

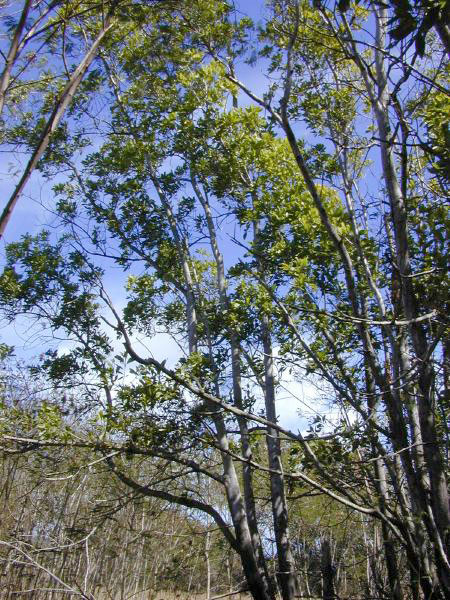
Mangium Wattle (Acacia mangium)

  - Acacia microbotrya borealis: Northern Manna Wattle
- Acacia microcarpa: Manna Wattle
- Acacia microsperma: Bowyakka
- Acacia midgleyi: Cape York Salwood
- Acacia millefolia: Millfoil Wattle, Santa Rita Acacia
- Acacia minuta (= Acacia farnesiana)
  - Acacia minuta densiflora (= Acacia farnesiana): Denseflower Minute Acacia
  - Acacia minuta minuta: Typical Minute Acacia, Coastal-scrub Wattle, Small's Acacia
- Acacia moirii: Moir's Wattle
- Acacia mucronata: Variable Sallow Wattle, Narrow-leaf Wattle
- Acacia muricata: Spineless Acacia, Spineless Wattle, (Antigua) Iron Wood, (Puerto Rico, Virgin Islands) Amarat
- Acacia murrayana: Murray's Wattle, Powder Bark Wattle, Colony Wattle, Sandplain Wattle
- Acacia myrtifolia: Myrtle Wattle, Red Stern Wattle, South Australian Silver Wattle
- Acacia neovernicosa: Viscid Acacia
- Acacia neriifolia: Oleander-leaved Wattle, Bastard Yarran, Black Wattle
- Acacia nervosa: Rib Wattle
- Acacia nilotica: Gum Arabic Tree
  - Acacia nilotica subsp. adstringens
  - Acacia nilotica subsp. cupressiformis
  - Acacia nilotica subsp. hemispherica
  - Acacia nilotica subsp. indica: Babul, Prickly Acacia
  - Acacia nilotica subsp. kraussiana
  - Acacia nilotica subsp. nilotica
  - Acacia nilotica subsp. subalata
  - Acacia nilotica subsp. tomentosa
- Acacia notabilis: Notable Wattle, Flinder's Wattle, Stiff Golden Wattle
- Acacia nova anglica: New England Hickory
- Acacia obliquinervia: Mount Hickory Wattle
- Acacia obtusata: Blunt-leaf Wattle, Obtuse Wattle
- Acacia obtusifolia
- Acacia occidentalis: Western Acacia, Tree Catclaw
- Acacia olgana: Mount Olga Wattle
- Acacia omalophylla: Yarran
- Acacia oncinophylla: Hook-leaved Acacia
- Acacia oraria: ai soeli
- Acacia o'shanesii: Silver Wattle.
- Acacia oswaldii: Umbrella Wattle, Umbrella Bush, Miljee, Nelia, Whyacka, Middia, Curly Yarran.
- Acacia oxycedrus: Spike Wattle
- Acacia palustris: Needlewood
- Acacia papyrocarpa: Western Myall
- Acacia paradoxa: Paradox Acacia, Kangaroo Thorn, Hedge Wattle, Prickly Wattle
- Acacia paraneura: Weeping Mulga
- Acacia parramattensis: South Wales Wattle, Sydney Green Wattle, Parramatta Wattle
- Acacia parvipinnula: Silver-stemmed Wattle
- Acacia pataczekii: Wally's Wattle, Pataczek's Wattle
- Acacia pendula: Weeping Myall, Myall, Boree, Balaar, Nilyah, Silver-leaf Boree, True Myall
- Acacia peninsularis: Peninsular Acacia
- Acacia pennata: Climbing Wattle
- Acacia pennatula: Feather Acacia
  - Acacia pennatula parvicephala: Smallhead Feather Acacia
  - Acacia pennatula pennatula: Typical Feather Acacia
- Acacia penninervis: Mountain Hickory, Hickory Wattle.
  - Acacia penninervis var. longiracemosa
  - Acacia penninervis var. penninervis
- Acacia pentadenia: Karri Wattle, Catbush
- Acacia perangusta: Eprapah Wattle.
- Acacia petraea: Lancewood

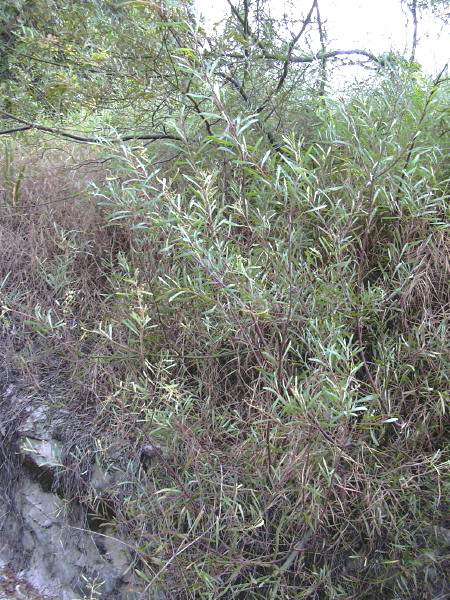
Swamp Wattle (Acacia retinodes)

- Acacia peuce: Waddy-wood, Waddy, Waddi, Birdsville Wattle
- Acacia pharangites: Wongan Gully Wattle
- Acacia phasmoides: Phantom Wattle
- Acacia phlebocarpa: Table-top Wattle
- Acacia phlebophylla: Buffalo Sallow Wattle
- Acacia picachensis: Mount Picachos Acacia
- Acacia pilligaensis: Pinbush Wattle, Pilliga Wattle
- Acacia pinetorum: Pineland Wattle
- Acacia pinguifolia: Fat-leaved Wattle
- Acacia platycarpa: Ghost Wattle, Pindan Wattle
- Acacia podalyriifolia: Pearl Wattle, Queensland Silver Wattle, Mt. Morgan Wattle.
- Acacia polyacantha: Catechu Tree
  - Acacia polyacantha subsp. campylacantha [4]
  - Acacia polyacantha subsp. polyacantha[5]
- Acacia polybotrya: Western Silver Wattle
- Acacia polyphylla: Manyleaf Acacia
- Acacia prainii: Prain's Wattle
- Acacia pravifolia: Coiled-pod Wattle
- Acacia pravissima: Oven's Wattle, Wedge-leaf Wattle, Tumut Wattle.
- Acacia pringlei: Pringle Acacia
  - Acacia pringlei californica: California Pringle Acacia
  - Acacia pringlei pringlei: Typical Pringle Acacia
- Acacia prominens: Gosford Wattle, Golden Rain Wattle, Grey Sally.
- Acacia pruinocarpa: Black Gidgee, Gidgee, Twau.
- Acacia pubescens: Downy Wattle
- Acacia pulchella: Prickly moses
  - Acacia pulchella var. glaberrima
  - Acacia pulchella var. goadbyi
  - Acacia pulchella var. pulchella
  - Acacia pulchella var. reflexa
- Acacia pycnantha: Australian Golden Wattle, Broad-leaved Wattle.
- Acacia pyrifiolia: Kanji Bush
- Acacia quadrilateralis
- Acacia quornensis: Quorn Wattle
- Acacia ramulosa: Bowgada, Horse Mulga
- Acacia redolens: Bank Catclaw
- Acacia rehmanniana: Acacia
- Acacia resinimarginea: Old Man Wodjil
- Acacia retinodes: Retinodes Water Wattle, Swamp Wattle, Wirilda, Ever-blooming Wattle, Silver Wattle
  - Acacia retinodes var. retinodes
  - Acacia retinodes var. uncifolia
- Acacia retusa: Catch and Keep
- Acacia rhigiophylla: Dagger-leaf Wattle
- Acacia rhodophloia: Minni ritchi
- Acacia rhodoxylon: Brown Spearwood, Rosewood, Ringy Rosewood
- Acacia riceana: Rice's Wattle
- Acacia rigens: Beedle Wattle, Nealie, Needle-bush Wattle, Nealia, Nilyah
- Acacia rigidula: Blackbrush Acacia, Blackbrush
- Acacia riparia: Riparian Acacia
- Acacia rivalis: Creek Wattle, Silver Wattle
- Acacia robinae: Robin's Wattle.
- Acacia roemeriana: Roemer Acacia, Catclaw, Roemer Catclaw, Round-flower Catclaw
- Acacia roigii: Roig Acacia
- Acacia rostellifera: summer-scented wattle
- Acacia rubida: Red-stem Wattle, Red-leaf Wattle
- Acacia ruddiae: Rudd Acacia
- Acacia ruppii: Rupp's Wattle.
- Acacia salicina: Willow Acacia, Broughton Willow, Cooba, Willow Wattle, Native Wattle, Doolan.
- Acacia saligna:Orange Wattle, Golden Wreath Wattle, Blue-leafed Wattle, Western Australian Golden Wattle, Port Jackson
- Acacia schaffneri: Schaffner's Wattle, Twisted Acacia
  - Acacia schaffneri bravoensis: Schaffner's Wattle, Twisted Acacia.
- Acacia schinoides
- Acacia schottii: Schott's Wattle
- Acacia sciophanes: Ghost Wattle
- Acacia sclerophylla: Hard-leaf Wattle
- Acacia sclerosperma: Limestone Wattle
  - Acacia sclerosperma subsp. sclerosperma
  - Acacia sclerosperma subsp. glaucescens: Billy Blue
- Acacia scleroxyla: Narrowleaf Acacia
- Acacia seclusa: Saw Ranges Wattle.
- Acacia semirigida: Stony Ridge Wattle.
- Acacia senegal: (gum arabic)
  - Acacia senegal var. leiorhachis[6]
  - Acacia senegal var. rostrata[6]
  - Acacia senegal var. senegal[6]
- Acacia seyal: Talh
  - Acacia seyal Del. Var. fistula (Schweinf.)Oliver[3]
  - Acacia seyal sensu lato var. seyal[6]
- Acacia shirleyi: Lancewood
- Acacia sibilans: Whispering Myall
- Acacia siculiformis: Dagger Wattle
- Acacia silvestris: Bodalla Silver Wattle
- Acacia simmonsiana: Simmon's Wattle
- Acacia simsii: Sim's Wattle, Heathlands Wattle
- Acacia simulans: Barrens Kindred Wattle
- Acacia sparsiflora: Currawang, Currawong
- Acacia spectabilis: Gmory Wattle, Mudgee Wattle, Pilliga Wattle
- Acacia sphaerocephala: Roundhead Acacia, Bee Wattle
- Acacia spinescens: Spiny Wattle, Hard-leaf Wattle
- Acacia spondylophylla: Curry Wattle
- Acacia stenophylla: Belalei, Munumula, Balkura, Gurley, Gooralee, Ironwood, Dalby Wattle, River Cooba, River Myall, Eumong, Native willow, Black Wattle, Dunthy
- Acacia stowardi: Bastard Mulga
- Acacia stricta: Hop Wattle
- Acacia strongylophylla: Round-leaf Wattle
- Acacia suavolens: Sweet Wattle, Sweet-scented Wattle
- Acacia subcaerulea: Blue-barked Acacia
- Acacia suberosa: Mimosa, Corkybark Wattle
- Acacia subporosa: Bower Wattle, River Wattle, Narrow-leaf Bower Wattle, Sticky Bower Wattle
- Acacia subracemosa: Western Karn Wattle
- Acacia subulata: Awl-leaf Wattle
- Acacia sutherlandii: Corkwood Wattle
- Acacia synoria: Goodlands Wattle
- Acacia tamarindifolia: Tamarindleaf Acacia
- Acacia tarculensis: Granite Wattle, Granite Bush
- Acacia tenuifolia: Slimleaf Acacia
  - Acacia tenuifolia var. producta
  - Acacia tenuifolia var. tenuifolia
  - Acacia tenuifolia var. veraensis[7]
- Acacia tenuissima: Mulga
- Acacia tephrina: Boree
- Acacia terminalis: Cedar Wattle, Sunshine Wattle
  - Acacia terminalis subsp. angustifolia
  - Acacia terminalis subsp. aurea
  - Acacia terminalis subsp. longiaxialis
  - Acacia terminalis subsp. terminalis
- Acacia tetragonophylla: Dead Finish, Kurara, Curara
- Acacia thomsonii: Thomson's Wattle.
- Acacia tindaleae: Golden-top Wattle, Crowned Wattle.
- Acacia tomentosa: Klampis
- Acacia tortilis: Umbrella Thorn
  - Acacia tortilis subsp. heteracantha
  - Acacia tortilis subsp. raddiana
  - Acacia tortilis subsp. spirocarpa
  - Acacia tortilis subsp. tortilis[8]
- Acacia tortuosa: Twisted Acacia, Acacia Bush, Casia, Catclaw, Dutch Casha, Huisachillo, Rio Grande Acacia, Sweet Briar, Sweet-briar, Wild Poponax
- Acacia translucens: Poverty bush

Farnese Wattle (Acacia farnesiana)

- Acacia trachyphloia: Golden-feather Wattle, Bodalla Wattle
- Acacia trinervata: Three-nerved Wattle
- Acacia trineura: Three-nerved Wattle, Three-veined Wattle, Hindmarsh Wattle, Green Wattle.
- Acacia triptera: Spur-wing Wattle
- Acacia tumida: Pindan Wattle, Sickle-leaf Wattle, Wangai, Spear Wattle
  - Acacia tumida extenta: Mt Trafalgar Wattle
- Acacia tysonii: Tyson's Wattle
- Acacia ulicifiolia: Prickly Moses, Juniper Wattle
- Acacia urophylla: Pointed-leaved Acacia, Tail-leaved Acacia
- Acacia validinervia: Alumaru, Nyalanyalara
- Acacia verniciflua: Varnish Wattle
- Acacia verticillata: Prickly Moses
- Acacia vestita: Hairy Wattle, Weeping Boree
- Acacia victoriae: Acacia Bush, Bohemia, Bramble Wattle, Elegant Wattle, Narran, Gundabluey, Prickly Wattle

- Acacia viscidula: Sticky Wattle
- Acacia vittata: Lake Logue Wattle

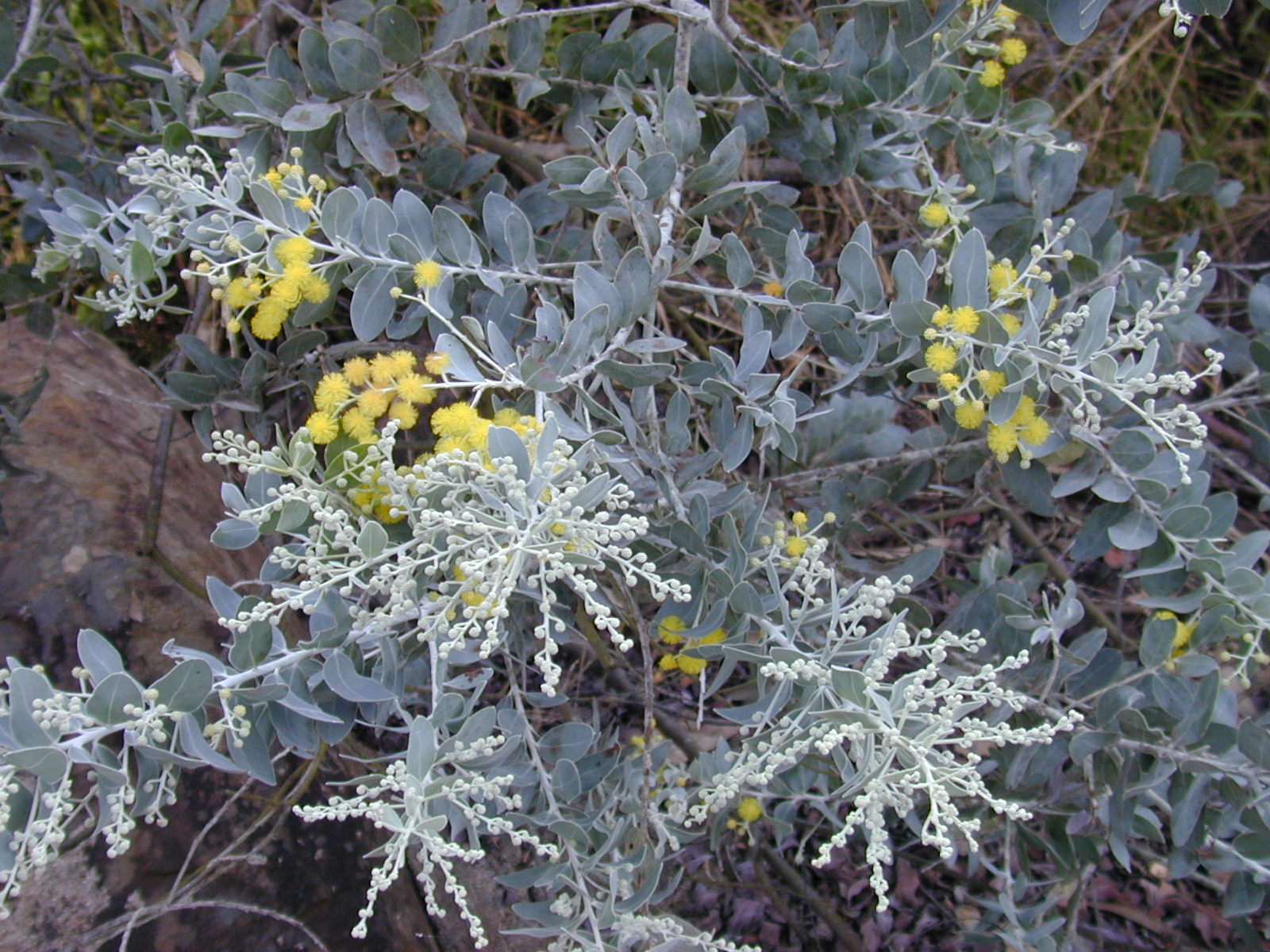
Queensland Silver Wattle (Acacia podalyriifolia)

- Acacia vogeliana: Macata Bourse Bastard
- Acacia wanya: Silver-leaf Mulga
- Acacia wattsiana: Watt's Wattle, Dog Wattle
- Acacia wilhemiana: Dwarf Nealie, Wilhelmi's Wattle, Mist Wattle
- Acacia willdenowiana: Grass Wattle, Two-winged Acacia
- Acacia willardiana: Willard Acacia
- Acacia williamsonii: Whirrakee Wattle
- Acacia xanthina: white-stemmed wattle
- Acacia xiphophylla: Snake-wood.

- Acacia abbatiana
- Acacia abbreviata
- Acacia abrupta
- Acacia acanthaster
- Acacia acanthoclada acanthoclada
- Acacia acanthoclada glaucescens
- Acacia accola
- Acacia acellerata
- Acacia acinacea acinacea
- Acacia acinacea brevipedunculata
- Acacia aciphylla
- Acacia aciphylla aciphylla
- Acacia aciphylla leptostachys
- Acacia acradenia
- Acacia acrionastes
- Acacia acuaria
- Acacia aculeiformis
- Acacia acuminata ciliata
- Acacia acuminata glaucescens
- Acacia acuminata latifolia
- Acacia acutata
- Acacia acutifolia
- Acacia adenogonia
- Acacia adenophora
- Acacia adinophylla
- Acacia adnata
- Acacia adoxa
- Acacia adoxa adoxa
- Acacia adoxa subglabra
- Acacia adpressa
- Acacia aemula
- Acacia aemula aemula
- Acacia aemula muricata
- Acacia aestivalis
- Acacia affinis
- Acacia alata biglandulosa
- Acacia alata genuina
- Acacia alata glabrata
- Acacia alata platyptera
- Acacia alata tetrantha
- Acacia alaticaulis
- Acacia alcockii
- Acacia alexandri
- Acacia alleniana
- Acacia amaliae
- Acacia amaliae amaliae
- Acacia amaliae orthophylla
- Acacia amanda
- Acacia amblyophylla
- Acacia amentifera
- Acacia ammobia
- Acacia ammophila
- Acacia ampliata
- Acacia amputata
- Acacia amyctica
- Acacia anarthros
- Acacia anasilla
- Acacia anaticeps
- Acacia ancistrocarpa
- Acacia ancistrophylla
- Acacia ancistrophylla ancistrophylla
- Acacia ancistrophylla perarcuata
- Acacia andrewsii
- Acacia anfractuosa
- Acacia angusta
- Acacia anthochaera
- Acacia apiculata
- Acacia aprepta
- Acacia aprica
- Acacia arafurica
- Acacia arbiana
- Acacia arceuthos
- Acacia arcuatilis
- Acacia argentea
- Acacia argyraea
- Acacia argyrotricha
- Acacia arida
- Acacia ariquetrra
- Acacia aristulata
- Acacia armillata
- Acacia armitii
- Acacia arrecta
- Acacia arundelliana
- Acacia ascendens
- Acacia asepala
- Acacia ashbyae
- Acacia asparagoides
- Acacia aspera aspera
- Acacia aspera desifolia
- Acacia asperulacea
- Acacia assimilis
- Acacia assimilis assimilis
- Acacia assimis atroviridis
- Acacia astringens
- Acacia ataxiphylla
- Acacia ataxiphylla ataxiphylla
- Acacia ataxiphylla magna
- Acacia atkinsiana
- Acacia atopa
- Acacia atrox
- Acacia attenuata
- Acacia aulacocarpa
- Acacia aulacocarpa aulacocarpa
- Acacia aulacocarpa brevifolia
- Acacia aulacocarpa fruticosa
- Acacia aulacocarpa macrocarpa
- Acacia aulacophylla
- Acacia auratiflora
- Acacia aureocrinita
- Acacia auronitens
- Acacia auronitens auronitens
- Acacia auronitens mollis
- Acacia australis
- Acacia awestoniana
- Acacia axillaris
- Acacia axillaris axillaris
- Acacia axillaris macrophylla
- Acacia ayersiana
  - Acacia ayersiana var. ayersiana
  - Acacia ayersiana var. latifolia
- Acacia baeuerlenii
- Acacia bagsteri
- Acacia bancroftii
- Acacia brancoftiorum
- Acacia barbinervis
- Acacia barbinervis barbinervis
- Acacia barbinervis borealis
- Acacia barteriiana
- Acacia basaltica
- Acacia beadleana
- Acacia bethamii
- Acacia bidenata
- Acacia bidentata australis
- Acacia bidentata pubescens
- Acacia bifaria
- Acacia biglandulosa
- Acacia binata
- Acacia binervosa
- Acacia blakei
- Acacia blakelyi
- Acacia blayana
- Acacia blomei
- Acacia boliviana
- Acacia bombycina
- Acacia bossiaeoides
- Acacia botrydion
- Acacia brachycarpa
- Acacia brachyclada
- Acacia brachyphylla
- Acacia brachyptera
- Acacia bracteata
- Acacia bracteolata
- Acacia brassii
- Acacia brevifolia
- Acacia brevipes
- Acacia brockii
- Acacia brumalis
- Acacia bulgaensis
- Acacia burdekensis
- Acacia caesiella
- Acacia caesariata
- Acacia calantha
- Acacia calcarata
- Acacia caleyi
- Acacia calyculata
- Acacia camptoclada
- Acacia campylophylla
- Acacia candolleana
- Acacia cangaiensis
- Acacia capillaris
- Acacia capillosa
- Acacia carens
- Acacia carnusola
- Acacia caroleae
- Acacia cassicula
- Acacia castanostegia
- Acacia cataractae
- Acacia cavealis
- Acacia cedroides
- Acacia cerastes
- Acacia chamaeleon
- Acacia chapmanii
- Acacia chartacea
- Acacia chinchillensis
- Acacia chordophylla
- Acacia chrysella
- Acacia chrysocephala
- Acacia chrysochaeta
- Acacia chrysopoda
- Acacia chrysotricha
- Acacia cibaria
- Acacia ciliata
- Acacia cincinnata
- Acacia cinerascens
- Acacia citriodora
- Acacia clandullenis
- Acacia clarcksoniana
- Acacia clavata
- Acacia clelandii
- Acacia clementii
- Acacia cliftoniana
- Acacia clivicola
- Acacia cloncurrensis
- Acacia clydonophora
- Acacia cochlocarpa
- Acacia collina
- Acacia comans
- Acacia cometes
- Acacia concurrens
- Acacia congesta
- Acacia consorbrina
- Acacia costiniana
- Acacia crassa
- Acacia crassiculata
- Acacia curvinervis
- Acacia cuthbertsonii
- Acacia dempsteri
- Acacia dictyophleba
- Acacia dilidiata
- Acacia empelioclada
- Acacia elata
- Acacia epacantha,Acacia eremophila
- Acacia erinacea
- Acacia eriopoda
- Acacia excentrica
- Acacia fauntleroyi
- Acacia fragilis
- Acacia galioides
- Acacia gittinsii
- Acacia gonophylla
- Acacia grandifolia
- Acacia grantica
- Acacia graffiana
- Acacia handonis
- Acacia hammondii
- Acacia helicophylla
- Acacia heteroclyta
- Acacia humifusa
- Acacia implexa
- Acacia incinata
- Acacia ixiophylla
- Acacia jonesii
- Acacia jucunda
- Acacia kirkii
- Acacia lasiocalyx
- Acacia lasiocarpa
- Acacia lateriticola
- Acacia latipes
- Acacia lauta
- Acacia leioderma
- Acacia leptoclada
- Acacia leptoloba
- Acacia leptopetala
- Acacia longipediculata
- Acacia longispicata
- Acacia lycopodiifolia
- Acacia lysiphloia
- Acacia meisneri
- Acacia mollifolia
- Acacia montana
- Acacia mountfordiae
- Acacia multispicata
- Acacia mutabilis
- Acacia nuperrima
- Acacia o’shannesii
- Acacia obliquinervia
- Acacia oldfieldii
- Acacia oncinocarpa
- Acacia pachyacra
- Acacia pachyphloia
- Acacia pachypoda
- Acacia papulosa
- Acacia parvifolia
- Acacia patagiata
- Acacia patellaris
- Acacia patens
- Acacia paula
- Acacia pawlikowkyana
- Acacia pedina
- Acacia pedleyi
- Acacia pellita
- Acacia pelloiae
- Acacia pelophila
- Acacia pennata
- Acacia perangusta
- Acacia periculosa
- Acacia phaeocalyx
- Acacia phlebopetala
- Acacia pickardii
- Acacia pinguiculosa
- Acacia pinifolia
- Acacia plautella
- Acacia plectocarpa
- Acacia plicata
- Acacia polifolia
- Acacia poliochroa
- Acacia polyadenia
- Acacia polymorpha
- Acacia porcata
- Acacia praelongata
- Acacia praemorsa
- Acacia praetermissa
- Acacia preissiana
- Acacia prismatica
- Acacia prismifolia
- Acacia pritzeliana
- Acacia producta
- Acacia profusa
- Acacia proiantha
- Acacia prolifera
- Acacia prostrata
- Acacia proxima
- Acacia pterocaulon
- Acacia ptychoclada
- Acacia ptychophylla
- Acacia pubicosta
- Acacia pubifolia
- Acacia pubirhachis
- Acacia pugioniformis
- Acacia pulvinaris
- Acacia pulviniformis
- Acacia puncticulata
- Acacia pungens
- Acacia purpureapetala
- Acacia pusilla
- Acacia pustula
- Acacia pycnocephala
- Acacia pycnophylla
- Acacia pycnostachya
- Acacia pygmaea
- Acacia quadrilateralis
- Acacia quadrimarginea
- Acacia quadrisulcata
- Acacia quinquenervia
- Acacia racospermoides
- Acacia ramiflora
- Acacia randelliana
- Acacia reclinata
- Acacia recurvata
- Acacia redolens
- Acacia rendlei
- Acacia repanda
- Acacia repens
- Acacia resinicostata
- Acacia resinistipulea
- Acacia resinosa
- Acacia restiacea
- Acacia retinervis
- Acacia retivenea
- Acacia retrorsa
- Acacia rhamphophylla
- Acacia rhetinocarpa
- Acacia richardsii
- Acacia ridleyana
- Acacia rigescens
- Acacia rigida
- Acacia rossei
- Acacia rostellata
- Acacia rothii
- Acacia rotundifolia
- Acacia roycei
- Acacia rubicola
- Acacia runciformis
- Acacia rupicola
- Acacia ruscifolia
- Acacia rustellifera
- Acacia ryaniana
- Acacia sabulosa
- Acacia saliciformis
- Acacia saxatilis
- Acacia saxicola
- Acacia scabra
- Acacia scalena
- Acacia scalpelliformis
- Acacia scirpifolia
- Acacia scleroclada
- Acacia scopularum
- Acacia sedifolia
- Acacia semiaurea
- Acacia semibinervia
- Acacia semicircinalis
- Acacia semilunata
- Acacia semitrullata
- Acacia semiverticillata
- Acacia sericata
- Acacia seriocarpa
- Acacia sericoflora
- Acacia setulifera
- Acacia shuttleworthii
- Acacia sibina
- Acacia sieberiana
  - Acacia sieberiana var. sieberiana
  - Acacia sieberiana var. woodii[7]
- Acacia signata
- Acacia silvicola
- Acacia singula
- Acacia smallii: Sweet Acacia
- Acacia smeringa
- Acacia smilacifolia
- Acacia solenota
- Acacia sorophylla
- Acacia sowdenii
- Acacia spathulata
- Acacia speckii
- Acacia sphaerostachya
- Acacia sphenophylla
- Acacia spinosissima
- Acacia spirorbis
- Acacia spongolitica
- Acacia squamata
- Acacia startii
- Acacia steedmanii
- Acacia stenoptera
- Acacia stenoptila
- Acacia stereophylla
- Acacia stigmatophylla
- Acacia stipuligera
- Acacia stipulosa
- Acacia storyi
- Acacia striatifolia
- Acacia subflexuosa
- Acacia subretusa
- Acacia subrigida
- Acacia subsessilis
- Acacia subternata
- Acacia subtessarogana
- Acacia subtilis
- Acacia sulcata
- Acacia symonii
- Acacia synchronica
- Acacia tabula
- Acacia tayloriana
- Acacia telmica
- Acacia tenuinervis
- Acacia tenuior
- Acacia tenuispica
- Acacia tenuissima
- Acacia teretifiolia
- Acacia tessellata
- Acacia tetanophylla
- Acacia tetragonocarpa
- Acacia tetraneura
- Acacia tetraptera
- Acacia tolmerensis
- Acacia toondulya
- Acacia torticarpa
- Acacia torulosa
- Acacia tratmaniana
- Acacia trigona
- Acacia trigonophylla
- Acacia trinalis
- Acacia trinervis
- Acacia triptycha
- Acacia triquetra
- Acacia tristis
- Acacia tropica
- Acacia truculenta
- Acacia trulliformis
- Acacia truncata
- Acacia tuberculata
- Acacia tumida
- Acacia umbellata
- Acacia uncinata
- Acacia uncinella
- Acacia undoolyana
- Acacia undosa
- Acacia undulifolia
- Acacia unguicula
- Acacia unifissilis
- Acacia varia
- Acacia vassalii
- Acacia venulosa
- Acacia veronica
- Acacia vilhelmii
- Acacia villosa
- Acacia vincentii
- Acacia viscifolia
- Acacia viscosa
- Acacia visneoides
- Acacia volubilis
- Acacia wardellii
- Acacia warramaba
- Acacia websteri
- Acacia westonii
- Acacia wetarensis
- Acacia whibleyana
- Acacia whitei
- Acacia wickhamii
- Acacia wilcoxii
- Acacia wilhelmsiana
- Acacia williamsiana
- Acacia wilsonii
- Acacia wiseana
- Acacia woodii
- Acacia xanthocarpa
- Acacia xerophila
- Acacia yirrkallensis
- Acacia yorkrakinensis
- Acacia zatrichota